# John Morton (homme politique)
Pour les articles homonymes, voir John Morton et Morton.
John Morton, né en 1725 dans le comté de Delaware et mort le 1er avril 1777, est un agriculteur, juriste et homme politique américain. 
Il est l'un des signataires de la Déclaration d'indépendance des États-Unis. Sa famille réside en France, à Bordeaux